# Integralism (curent literar)
Integralismul este un curent literar românesc de avangardă din epoca interbelică bazat pe constructivism ce conținea și elemente de dadaism, suprarealism sau futurism. Ideile integralismului se regăsesc, de pildă, în paginile revistei Integral. Teoretizat de poetul Ilarie Voronca, integralismul proclamă eliberarea de sub autoritatea oricăror dogme estetice, logice, etice sau sociale și promovează o artă a imediatului și a autenticității totale.

## Idei, ordine, constructivism
Integraliștii urmăreau o clară „ordine-sinteză, ordine-eșentă constructivistă, clasică” (conform lui Ilarie Voronca), un paradox ce caracterizează și alte curente de factură avangardistă. Într-un interviu cu Luigi Pirandello, Mihail Cosma (cunoscut și sub numele de Claude Sernet) definește integralismul ca "o sinteză științifică și obiectivă a tuturor eforturilor estetice încercate până în prezent (futurism, expresionism, cubism, suprarealism etc.), totul pe fundamente constructiviste și urmărind să reflecte viața intensă și grandioasă a secolului nostru bulversat de vitezele mecanicismului, prin inteligența rece a inginerului și prin triumful sănătos al sportsmanului". Manifestul integralismului, publicat în primul număr al revistei Integral, afirma: "Noi trăim definitiv sub semn citadin. Ritm-viteză... planetă de stindarde, uzine; dansul mașinilor pe glorii de bitum. O încrucișare de ere. Clase sociale coboară, economii inedite sunt construite. Proletarii impun forme".
Integralismul, ca mișcare artistică de avangardă din România, din cel de-al doilea deceniu al secolului 20, susținută de revista „Integral”, a încercat o sinteză între cubism, futurism și expresionism. Acest curent de avangardă, apărut în literatura dintre cele două războaie mondiale, proclama o artă a imediatului și a autenticității totale, eliberată de sub autoritatea oricăror dogme estetice. Poetul Filippo Tommaso Marinetti considera  „integralismul“ un fel de „avatar românesc al futurismului”, în timp ce Sașa Pană numea integralismul „varianta autohtonă a constructivismului”.

## Reprezentanți
- Ilarie Voronca
- Stephan Roll
- Filip Brunea-Fox
- Benjamin Fondane
- Mihail Cosma
- Ion Călugăru

## A se vedea și
- Constructivism
- Cubism
- Dadaism
- Expresionism
- Suprarealism